# Aničkov most
Aničkov most (rusko Аничков мост) je najstarejši in najbolj znan most čez reko Fontanko v Sankt Peterburgu, Rusija. Sedanji most, zgrajen leta 1841–42 in rekonstruiran v letih 1906–08, združuje preprosto obliko z nekaj spektakularnimi okraski. Poleg štirih znanih skulptur konja (1849–50) ima most tudi najslavnejše okrašene železne ograje v Sankt Peterburgu. Struktura je omenjena v delih Puškina, Gogolja in Dostojevskega.
Prvi most je bil zgrajen leta 1715-16 po naročilu Petra Velikega in je dobil ime po svojem inženirju Mihailu Aničkovu. Most je bil narejen iz lesa z več razponi, vgrajenih na kupih pilotov, ki so stali tik nad reko Fontanka. Oblikoval ga je Domenico Trezzini. Od tega prvega mostu no ostalo nič.
Ko je mesto raslo in se je povečeval rečni promet, so bili leta 1721 predstavljeni načrti za gradnjo novega dvižnega mostu. Aničkov most je bil eden od sedmih triločnih kamnitih mostov s stolpiči, zgrajenimi čez reko Fontanko v poznem 18. stoletju, med katerimi še vedno obstajata most Lomonosov in most Stari Kalinkin. V tistem obdobju je bil Aničkov most posebno priljubljena atrakcija na Nevskem prospektu, pa tudi priljubljen predmet ilustracij in slik.
V 1840-ih se je zasnova iz 18. stoletja, zlasti velikih stolpov, zdela neprimerna za naraščajočo količino prometa, ki je potekala čez Aničkov most ob Nevskem prospektu. Leta 1841–42 je bila na tem mestu pod nadzorom generalpolkovnika A. D. Gotmana zgrajena večja konstrukcija, bolj primerna širini Nevskega prospekta. Novi most je bil izdelan iz kamna in je imel tri razpone z nežno poševnimi loki. Ta preprosta, jedrnata oblika se je lepo ujemala z masivno ograjo iz litega železa in tirnicami iz litega železa iz morsko deklico, ki jih je originalno zasnoval Karl Friedrich Schinkel za Grajski most v Berlinu. Vendar so bili mostni kamniti oboki nenehni vir težav in leta 1906-08 je bilo treba most ponovno obnoviti in njegove oboke okrepiti.

## Krotilci konj
Krotilci konj, ki jih je zasnoval ruski kipar, baron Peter Klodt von Jurgensburg, se uvrščajo med najbolj prepoznavne znamenitosti mesta. Tema izhaja iz kolosalnih rimskih marmorjev, pogosto identificiranih z Dioskuroma, ki je vidno postavljen na Kvirinalskem griču v Rimu. Guillauma Coustouja baročni marmorni krotilci konj za Marly-le-Roi, Chevaux de Marly, so bili ponovno postavljeni na odprtju Elizejskih poljan v Parizu v času revolucije.
Sanktpeterburške skulpture imajo zanimivo zgodovino. Pred letom 1851, ko so bile dokončne različice nameščene na mostu, je car Nikolaj I. leta 1842 dal dve izmed njih pruskemu kralju Frederiku Viljemu IV., druga dva pa sta bila leta 1846 poslana v Neapelj, v znak hvaležnosti za gostoljubje prikazano carju med njegovim potovanjem tja. »Petersburška zgodba govori o smrti Petra Klodta takoj ob neprijetnem odkritju, da so bili jeziki izpuščeni na dveh od štirih kipov konj«. Druga mestna legenda pravi, da je Klodt upodobil obraz svojega močnega sovražnika pod repom enega od bronastih žrebcev.
Leta 1941, med drugo svetovno vojno, ko je bil most pod močnim ognjem nemške topništva, so skulpture odstranili z njihovih ploščadi in zakopali na bližnjem vrtu  Aničkove palače. Most je med vojno utrpel hudo škodo, vendar je bil v celoti obnovljen. Kot spomin ohranja podstavek enega od kipov posledice topniškega ognja, na njem pa je spominska plošča. Pred tristoletnico Sankt Peterburga so bili kipi znova odstranjeni z mostu in temeljito obnovljeni.